# Лисандра (дочь Никомеда I)
Лисандра (др.-греч. Λυσάνδρα) — дочь царя Вифинии Никомеда I.

## Биография
Согласно сообщению Арриана в передаче Иоанна Цеца, Лисандра родилась в первом браке Никомеда I. Её матерью была трагически погибшая фригийка Дитизела, а родным братом — Зиаил.
После женитьбы Никомеда на Этазете новая царица смогла добиться изгнания Зиаила из страны. По мнению ряда исследователей, старший сын Никомеда, кровно заинтересованный в условиях возникшего династического кризиса в обосновании своих прав на вифинский престол, взял свою сестру Лисандру в жёны. О. Л. Габелко не исключает, что Зиаил мог в этом ориентироваться на опыт Птолемея II, хотя подобный обычай был распространен и в среде некоторых других малоазийских династий. Балахванцев А. С. отмечает, что наличие у Прусия Однозубого как потомка Зиаила гена шизодонтии может быть объяснено и фактом этого близкородственного брака по мужской линии.
Но Зелинский А. Л. полагает ошибочным сообщение древних авторов о родителях Лисандры. По его предположению она родилась в третьем браке Лисандры Старшей и одного из братьев Никомеда.